# دانيال ماسي
دانيال ماسي (بالإنجليزية: Daniel Massey)‏ (و. 1933 – 1998 م) هو ممثل مسرحي، وممثل أفلام بريطاني، ولد في وستمنستر، بدأ مشواره المهني سنة 1942، توفي في لندن، عن عمر يناهز 65 عاماً، بسبب لمفوما، ولمفوما هودجكين.

## التعليم
تعلم في كلية إيتون، وكلية الملك في كامبريدج.

## جوائز وترشيحات
حصل على جوائز منها:
جوائز
- جائزة غولدن غلوب لأفضل ممثل مساعد - فيلم (1968)
- جائزة لورنس أوليفييه عن فئة ممثل السنة في فيلم معاد أنتاجه [الإنجليزية]‏ (1981)

ترشيحات
- جائزة الأوسكار لأفضل ممثل مساعد (1968)
- جائزة غولدن غلوب للنجم الصاعد (1968)
- Drama Desk Award for Outstanding Actor in a Play [الإنجليزية]‏ (1997)
- جائزة لورنس أوليفيه لأفضل ممثل [الإنجليزية]‏ (1996)

ترشح لـ:
- Drama Desk Award for Outstanding Actor in a Play [الإنجليزية]‏ (1997)
- جائزة لورنس أوليفيه لأفضل ممثل  [لغات أخرى]‏ (1996)
- جائزة لورنس أوليفييه عن فئة ممثل السنة في فيلم معاد أنتاجه [الإنجليزية]‏ (1981)
- جائزة الأوسكار لأفضل ممثل مساعد، عن عمل: Star! (film) [الإنجليزية]‏ (1968)
- جائزة غولدن غلوب لأفضل ممثل مساعد - فيلم، عن عمل: Star! (film) [الإنجليزية]‏ (1968)
- جائزة غولدن غلوب للنجم الصاعد، عن عمل: Star! (film) [الإنجليزية]‏ (1968).

## وصلات خارجية
- دانيال ماسي على موقع IMDb (الإنجليزية)
- دانيال ماسي على موقع ألو سيني (الفرنسية)
- دانيال ماسي على موقع ميوزك برينز (الإنجليزية)
- دانيال ماسي على موقع تيرنر كلاسيك موفيز (الإنجليزية)
- دانيال ماسي على موقع أول موفي (الإنجليزية)
- دانيال ماسي على موقع قاعدة بيانات برودواي على الإنترنت (الإنجليزية)
- دانيال ماسي على موقع قاعدة بيانات الأفلام السويدية (السويدية)
- دانيال ماسي على موقع إن إن دي بي (الإنجليزية)
- دانيال ماسي على موقع ديسكوغز (الإنجليزية)
- دانيال ماسي على موقع قاعدة بيانات الفيلم (الإنجليزية)